# Робинсон, Джеки
Джек Ру́звельт Ро́бинсон (англ. Jack Roosevelt Robinson; 31 января 1919, Кейро, Джорджия, США — 24 октября 1972, Стамфорд, Коннектикут, США), более известный как Дже́ки Ро́бинсон — американский бейсболист, первый темнокожий игрок в Главной лиге бейсбола (МЛБ) в XX веке. Подписав контракт с клубом «Бруклин Доджерс» 15 апреля 1947 года, Робинсон завершил период времени, когда чернокожие бейсболисты были вынуждены выступать только в Негритянских лигах. На протяжении 1960-х годов Робинсон активно участвовал в Движении за гражданские права.
Кроме своего культурного влияния на игру, Робинсон сделал выдающуюся бейсбольную карьеру. За десять сезонов в МЛБ он участвовал в шести Мировых сериях, одну из которых выиграл в составе «Бруклин Доджерс» в 1955 году, шесть раз подряд (с 1949 по 1954 год) избирался для участия в матче всех звёзд Главной лиги бейсбола, стал первым обладателем награды «новичок года» МЛБ в 1947 году, становился самым ценным игроком Национальной лиги в 1949 году. Робинсон был включён в бейсбольный Зал славы в 1962 году. В 1997 году руководство Главной лиги бейсбола закрепило за ним номер 42 во всех клубах лиги; таким образом, он стал первым из спортсменов в основных лигах США, удостоенным такой чести. С 2007 года МЛБ проводит ежегодный «День Джеки Робинсона», когда все игроки лиги выходят на поле под номером 42.
По окончании игровой карьеры Робинсон стал первым чёрным телевизионным аналитиком МЛБ и первым чёрным вице-президентом большой американской корпорации. В 1960-х годах он основал Национальный банк Свободы. За свои достижения на поле и вне его Робинсон посмертно был награждён Президентской медалью Свободы и Золотой медалью Конгресса.

## Ранние годы

### Детство и юность
Джек Рузвельт Робинсон родился 31 января 1919 года в многодетной семье Джери и Мэлли Робинсонов и был младшим братом Эдгара, Френка, Мека и Уилли Мей. Родители дали мальчику второе имя Рузвельт, в честь бывшего президента США Теодора Рузвельта, который умер за 25 дней до рождения Джека. Робинсоны были арендаторами-половинщиками; после того как в 1920 году отец бросил семью, мать с детьми переехала в Пасадину (штат Калифорния). Там его мать устроилась работать горничной и кухаркой и к 1922 году скопила достаточно средств, чтобы купить небольшой участок земли по адресу 121 Пеппер-стрит, на котором находилось два маленьких домика. Джек рос в относительной бедности в окружении богатого сообщества и был лишён множества возможностей. Это привело к тому, что он присоединился к местной банде, однако его друг, Карл Андерсон, уговорил его уйти из неё.

### Спортивные достижения в школе
В 1935 году Робинсон окончил Вашингтонскую школу и перешёл в среднюю школу имени Джона Мьюра (Мюр Тех). Здесь он стал заниматься разными видами спорта: бейсболом, баскетболом, американским футболом и лёгкой атлетикой, любовь к которой привил его старший брат Мэттью. В бейсбольной команде Робинсон играл на позициях шорт-стопа и кэтчера, в футбольной — квотербека, а в баскетбольной — атакующего защитника. Джек также был членом команды по теннису и лёгкой атлетике, в составе которой завоёвывал награды в прыжке в длину.
В 1936 году Робинсон одержал победу в ежегодных Негритянских соревнованиях тихоокеанского побережья по теннису и был выбран в команду всех звёзд на ежегодном бейсбольной турнире в Помоне. Кроме него в эту команду также вошли будущие члены Национального бейсбольного Зала славы Тед Уилльямс и Боб Лемон. В следующем году Робинсон начал выступать за школьную баскетбольную команду, а его имя впервые появилось на страницах Пасадинской газеты Pasadena Star-News. В статье говорилось, что Робинсон «уже два года является выдающимся спортсменом школы, участвуя в соревнованиях по американскому футболу, баскетболу, бейсболу, теннису и лёгкой атлетике».

### Колледж Пасадины
Окончив школу, Робинсон поступил в колледж Пасадины, где продолжил заниматься бейсболом, американским футболом, баскетболом и лёгкой атлетикой. В команде по американскому футболу он выступал на позиции квотербека и сэйфети, в бейсбольной — шорт-стопа и первого отбивающего. Он побил рекорд колледжа в прыжках в длину, который принадлежал его брату Меку — известному спортсмену, серебряному чемпиону летних Олимпийских игр 1936 года. Как и в школе, большинство товарищей Робинсона по команде были белыми. Играя в американский футбол, Джек сломал лодыжку и осложнения от этого перелома впоследствии сказались на его карьере в вооружённых силах. Он также вошёл в состав студенческой полицейской организации, занимающейся патрулированием кампуса. В 1938 году Робинсона включили в состав бейсбольной команды всех звёзд колледжей Юга, а он получил награду самого ценного игрока в своём регионе. В этом же году Робинсон стал одним из десяти студентов, ставших кавалерами «Order of the Mast and Dagger» — студенческой награды «за выдающиеся заслуги в школе и чьи учебные и гражданские достижения достойны признания».
25 января 1938 года в колледже Пасадины произошёл инцидент, который показал Робинсона как борца с расизмом — черта, которая будет с ним на протяжении всей его жизни. В этот день он открыто выступил против ареста его чёрного друга полицией. За это он был арестован и получил два года условного заключения, но это происшествие и слухи о других стычках Робинсона с полицией создали ему репутацию агрессивного борца против расового антагонизма. Ближе к концу его обучения в колледже его брат, Френк Робинсон (с которым у Джеки были самые близкие отношения среди всех братьев), насмерть разбился на мотоцикле. Это происшествие подтолкнуло Робинсона продолжить свою спортивную карьеру в Калифорнийском университете в Лос-Анджелесе, где бы он мог оставаться поближе к семье Френка.

### Калифорнийский университет

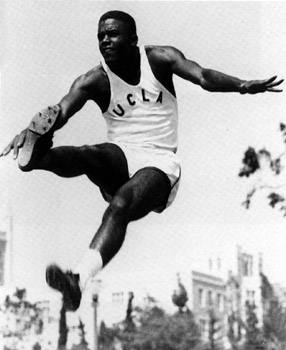
Робинсон в спортивной форме УКЛА

В 1939 году Робинсон поступил в Калифорнийский университет в Лос-Анджелесе, где стал первым студентом, прошедшим отбор в сборную университета по четырём видам спорта: баскетболу, американскому футболу, бейсболу и лёгкой атлетике. В составе футбольной команды университета «Брюинз» Робинсон был одним из четырёх афроамериканцев (остальными были Вуди Строуд, Кенни Вашингтон и Рей Бартлет). Строуд, Вашингтон и Робинсон были тремя из четырёх квотербеков команды, что было огромной редкостью в то время, так как очень мало афроамериканцев играло в университетский футбол. На чемпионате NCAA 1940 года Робинсон завоевал золотую медаль в прыжке в длину, прыгнув на 7 метров 56 сантиметров. Выступления же в бейсболе у Робинсона были не очень успешные. Несмотря на то, что в своей дебютной игре он отбил 4 раза из 4 выходов на биту и даже дважды украл домашнюю базу, его средняя реализация в сезоне составил всего 9,7 %.
На последнем курсе обучения в университете Робинсон познакомился с первокурсницей и своей будущей женой Рейчел Айсум, которая слышала про спортивные достижения Джека, когда тот ещё учился в колледже Пасадины. Весной 1941 года, несмотря на возражения матери и Рейчел, Робинсон покинул обучение до получения диплома. Вначале он устроился помощником спортивного директора Национальной молодёжной администрации в Атаскадеро. После закрытия администрации он в конце 1941 года поехал в Гонолулу, где выступал в составе полупрофессиональной, многорасовой команды «Гонолулу Беарз», но уже в декабре вернулся в Калифорнию и присоединился к команде «Лос-Анджелес Бульдогс» из Футбольной лиги тихоокеанского побережья (в одном из матчей он встречался со своим бывшим одноклубником по университету Кенни Вашингтоном, который играл на позиции раннинбека в «Голливуд Беарз»).
В то время японская авиация совершила нападение на Перл-Харбор, которое стало началом войны между Японией и США и положило конец футбольной карьере Робинсона.

## Военная служба

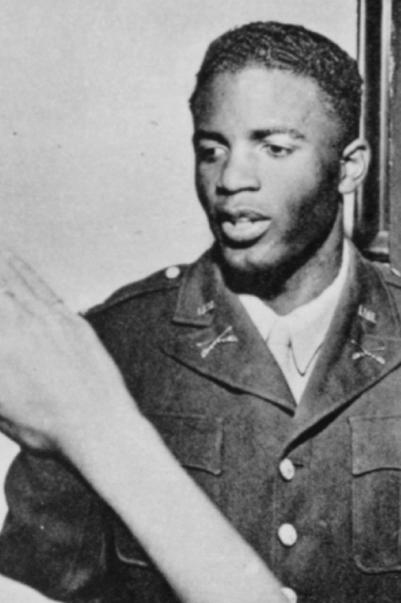
Робинсон в форме вооружённых сил в 1943 году

После призыва в 1942 году Робинсона сразу же отправили в кавалерийское подразделение для цветных на военной базе Форт-Райли, находившейся на северо-востоке Канзаса. Имея подходящую подготовку, Джеки и ещё несколько темнокожих солдат подали заявку на вступление в учебную военную часть по подготовке офицеров, находившаяся при военной базе. Но несмотря на то, что, начиная с июля 1941 года, чернокожим солдатам было разрешено вступать в офицерскую школу, рассмотрение заявления Робинсона и его сослуживцев было отложено на 7 месяцев. И только благодаря помощи чемпиона мира по боксу в супертяжёлом весе Джо Луиса (который тогда же служил в Форте Райли) и адвоката Трумена Гибсона (который занимал должность советника военного министра), ребят наконец-то приняли в офицерскую школу. После этого случая Робинсон и Луис стали друзьями. В январе 1943 года, пройдя подготовку в части, Робинсон получил звание второго лейтенанта. А вскоре Робинсон и Айсум объявили о своей помолвке.
Получив звание, Робинсон прибыл на военную базу Форт-Худ (штат Техас), где стал служить в 761-м танковом батальоне «Чёрные пантеры». В Форте-Худе Робинсон часто проводил выходные, проведывая преподобного Карла Даунса, директора колледжа Сема Хастона (сейчас университет Хастон-Тиллотсон), который раньше был пастырем Робинсона в Объединённой методистской церкви Скотта, когда Джек учился в колледже Пасадины.
Случай, произошедший в июле 1944 года, положил конец военной карьере Джека. Ожидая результатов медицинского обследования лодыжки, травмированной в колледже, Робинсон сел в армейский автобус вместе с темнокожей женой одного из других офицеров. Несмотря на то, что это был несегрегированный маршрут, водитель, подумав, что спутница Робинсона белая, приказал Джеку занять место в конце автобуса. Но Робинсон отказался. Водитель решил не предпринимать никаких мер самостоятельно и, доехав до конечной остановки, вызвал военную полицию, которая арестовала Джека. Позже, когда Робинсон отказался давать ответы на расистские вопросы офицера и его помощника, они решили передать дело на рассмотрение в военный суд. Командир Робинсона в 761 батальоне Пол Бейтс отказался открывать судебное дело и перевёл Робинсона в 758-й танковый батальон, где его новый командир быстро обвинил Джека в многочисленных нарушениях, включая пьянство в общественном месте, несмотря на тот факт, что Робинсон вообще не пил.
В августе 1944 года военный суд уменьшил количество обвинений против Джеки до двух пунктов нарушения субординации во время допроса. Робинсон был оправдан девятью белыми присяжными офицерами. Несмотря на то, что его бывший 761-й танковый батальон стал первым подразделением, состоявшим из одних чернокожих, принявшим участие во Второй мировой войне, из-за судебного разбирательства Робинсону так и не удалось покинуть пределы страны и принять участия в военных действиях. После оправдания его перевели в лагерь Брекинридж (штат Кентукки), где он занимал должность тренера по физической подготовке военных до ноября 1944 года, когда ушёл в почётную отставку. Тогда же он познакомился с бывшим игроком «Канзас-Сити Монархс» из Негритянской лиги, который предложил Джеку написать письмо в «Монархс» и попросить принять участие в просмотре. Робинсон воспользовался советом и написал владельцу команды Томасу Бэирду.

## После армии
После демобилизации Робинсон некоторое время играл за свою бывшую команду «Лос-Анджелес Бульдогс». Позже его друг пастор Карл Даунс предложил ему должность спортивного директора в колледже Сема Хастона, выступавшем тогда в Юго-Западной спортивной конференции. В сезоне 1944/45 Робинсон возглавлял баскетбольную команду колледжа, однако в то время обучение баскетболу только начиналось в этом учебном заведении, и лишь немногие студенты желали выступать за неё. Поэтому Джеку иногда самому приходилось выходить на площадку в показательных играх. Несмотря на то, что его команда часто проигрывала, самого Робинсона уважали как тренера, который поддерживал дисциплину в команде.

## Бейсбольная карьера

### Негритянская лига

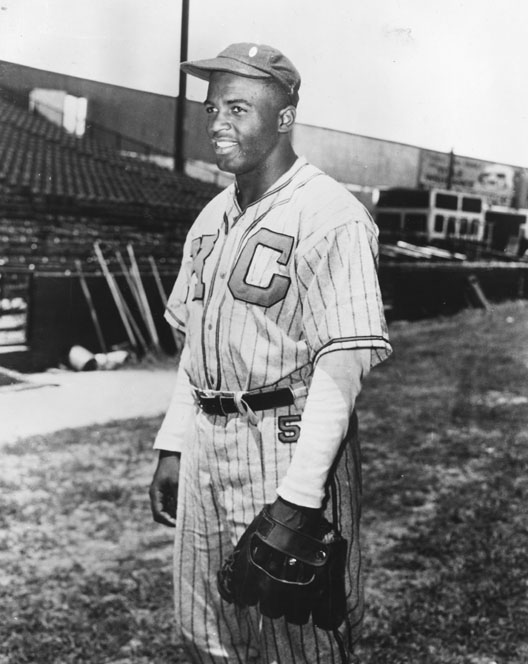
Робинсон в форме «Канзас-Сити Монархс»

В 1945 году, работая в колледже Сэма Хастона, Робинсон получил письмо от руководства клуба «Канзас-Сити Монархс», которое решило пригласить его выступать за свою команду в профессиональной Негритянской лиге. Робинсон подписал контракт с клубом на сумму 400 долларов в месяц — тогда для него это были очень хорошие условия. Хотя Робинсон показывал очень хорошую игру за «Монархс», ему крайне не нравилось, что в отличие от развитой инфраструктуры в студенческом бейсболе, в Негритянской лиге все было неорганизованно, а многие игроки увлекались азартными играми. Это сильно раздражало Робинсона. Плотный график переездов команды негативно отразился на отношениях с Рейчел, с которой он был вынужден общаться только перепиской. Всего за свой первый сезон в «Монархс» Робинсон сыграл в 47 играх на позиции шорт-стопа, демонстрируя хорошую игру — его процент отбивания составил 38,7, он сделал 5 хоум-ранов и украл 13 баз. В этом же году он получил право сыграть в матче всех звёзд Негритянской лиги 1945 года, в которой не сумел сделать ни одного хита за пять выходов на биту.
В течение сезона скауты Главной лиги бейсбола выказывали большой интерес к Робинсону. 16 апреля 1946 года команда «Бостон Ред Сокс» провела открытую тренировку на стадионе «Фенуэй-парк» для игроков негритянских лиг, в котором также принял участие и Робинсон. Однако, эта тренировка оказалась фарсом и служила в основном для того, чтобы улучшить отношения с важным членом городского совета Изадором Мучником, выступавшим за равноправие рас. Хотя на игре присутствовало только руководство команды, в сторону Робинсона постоянно раздавались расистские выкрики и он, униженный, был вынужден покинуть стадион.
Однако, другие команды серьёзно рассматривали возможность взять к себе темнокожего спортсмена. В середине 1940-х годов Бранч Рики, президент и главный менеджер «Бруклин Доджерс», начал наблюдать за Негритянской лигой, надеясь найти хорошего бейсболиста для своей команды. В итоге Робинсон попал в список самых перспективных афроамериканских ироков, и Рики пригласил его в фарм-клуб «Доджерс» «Монреаль Роялз», выступавшем в Международной лиге. Единственным условием владельцы «Доджерс» было, чтобы Робинсон не обращал внимание на расистские выкрики в его адрес. Он спросил его, сможет ли он так поступить, на что Джек ответил: «Вы ищете негра, который боится дать отпор?». Рики ответил, что ему нужен негритянский игрок «с мужеством достаточным, чтобы не давать отпор». После того, как Робинсон согласился «подставить другую щёку», Рики предложил ему контракт на 600 долларов в месяц (7780 долларов на 2014). Рики не предложил выплатить компенсацию «Монархс», считая всех игроков Негритянской лиги свободными агентами, так как в их контрактах отсутствовала статья, запрещающая выступать за другие клубы.
Бранч Рики попросил держать их договорённость в секрете, пообещав подписать с ним контракт до 1 ноября 1945 года. 23 октября 1945 года Рики официально объявил про подписание контракта «Роялз» с Робинсоном на сезон 1946 года. В тот же день, в присутствии представителей обоих клубов «Роялз» и «Доджерс», Робинсон подписал контракт с монреальской командой, который сломал барьер для цветных игроков в бейсболе — Робинсон стал первым темнокожим игроком Международной лиги в XX веке. Так как Робинсон не был самым лучшим игроком Негритянской лиги, такие звёзды афроамериканского бейсбола, как Сэтчел Пэйдж и Джош Гибсон, были расстроены, что его выбрали первым. Ларри Доби, темнокожий игрок, начавший играть в Американской лиге в том же году, что и Робинсон сказал: «Одной из вещей, которая разочаровывала и приводила в уныние многих чёрных игроков в то время было то, что Джек не был лучшим игроком. Лучшим был Джош Гибсон. Я думаю, что это одна из причин, почему Джош умер так рано — он был убит горем».
Робинсон покинул «Монарх» ещё до завершения сезона и вернулся домой, в Пасадину. В сентябре он подписал контракт с «Канзас-Сити Роялз», гастролирующей командой из Зимней лиги Калифорнии. Позже в этом межсезонье он поехал в тур по Южной Африке с ещё одной гастролирующей командой, а его невеста работала медсестрой в Нью-Йорке. 10 февраля 1946 года его старый друг преподобный Карл Даунс поженил Робинсона и Айсум.

### Низшие лиги

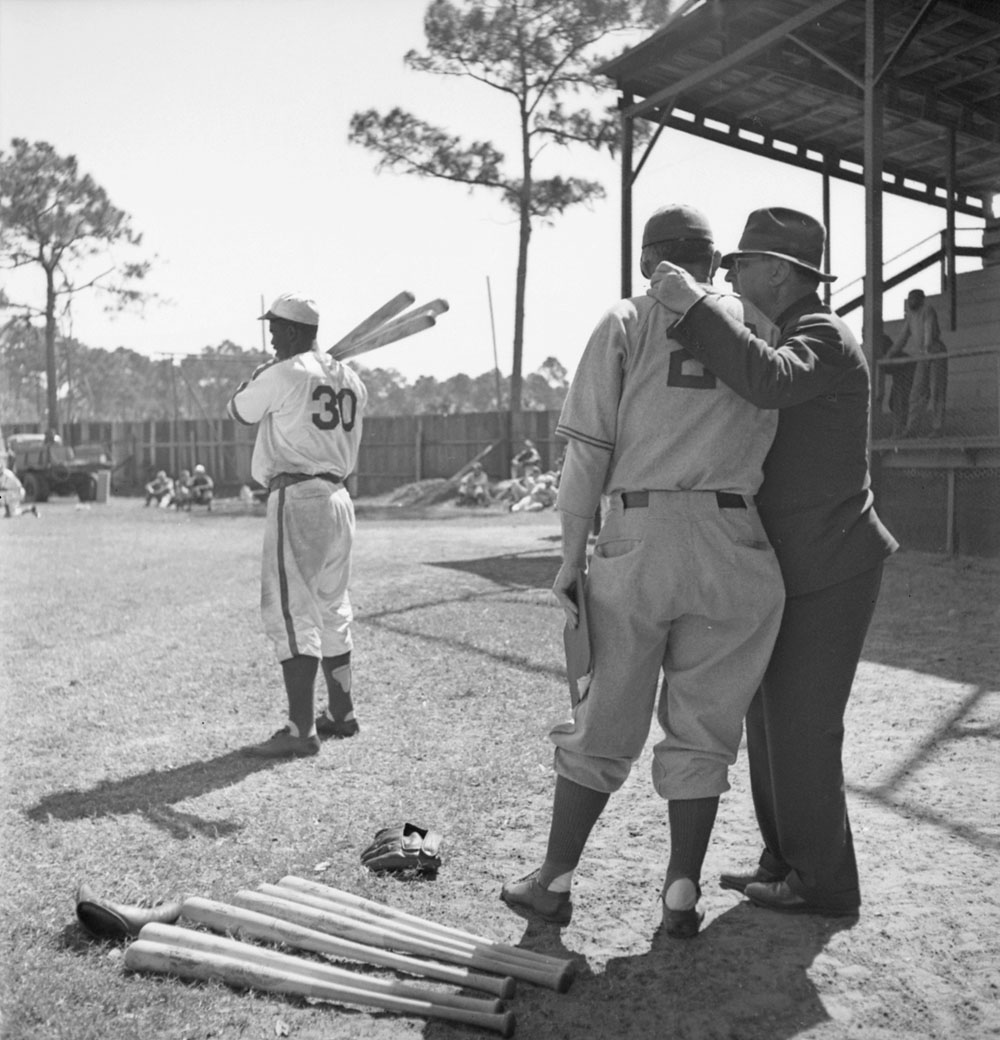
Робинсон (30) в «Монреаль Роялз»

В 1946 году Робинсон приехал в Дейтону-Бич (штат Флорида) на весеннюю тренировку своей новой команды «Монреаль Роялз», которая выступала в Международной лиге класса ААА (обозначение ААА для наивысшего уровня низших лиг впервые было использовано в сезоне 1946 года). В напряженной расовой обстановке Флориды появление Робинсона в команде вызвало много шума. Менеджер команды Клэй Хоппер попросил Рики перевести Джеки в какой-нибудь другой фарм-клуб «Доджерс», но Рики отказал ему. Робинсона поселили не в основной гостинице, вместе с другими членами команды, а дали комнату в доме, где жил местный темнокожий государственный деятель. Поскольку «Доджерс» не имели собственного спортивного сооружения для весенних тренировок, «Роялз» приходилось проводить их на нескольких местных стадионах. Эти тренировки стали настоящим испытанием для Робинсона и Джонни Райта — ещё одного темнокожего игрока, которого Рики подписал в январе 1946 года. Местные власти отказывались принимать любые мероприятия, в которых будут участвовать афроамериканцы. В Санфорде начальник городского управления полиции сказал Робинсону и Райту, что если они продолжат тренироваться в его городе, то могут возникнуть проблемы, поэтому Робинсон был вынужден вернуться в Дейтону-Бич. В Джексонвилле по приказу директора департамента парков и общественной собственности стадион в день игры оказался закрыт на висячий замок, а в Дилэнде игра была отменена из-за перебоя с электроснабжением.
После переговоров Рики с местными властями, «Роялз» разрешили сыграть игру в Дейтоне-Бич. Робинсон дебютировал в «Роялз» 17 марта 1946 года в выставочной игре против «Доджерс», проходившей на стадионе «Дейтона-Бич-болпарк». Таким образом, он стал первым с 1880 года афроамериканцем, который сыграл за команду низшей лиги против команды главной лиги. Во время весенних тренировок, на которых Робинсон показывал очень хорошую игру, он получил позицию игрока второй базы вместо позиции шорт-стопа, что уменьшило дальность его бросков на первую базу. Это изменение сильно сказалось на его результатах. 18 апреля 1946 года, в матче-открытии сезона для «Роялз», он трижды удачно отбил мяч, причём один раз сделал трёхочковый хоум-ран, заработал четыре очка и украл две базы, а его команда победила со счётом 14:1. Во время его первого выхода на биту кэтчер команды-соперника попросил питчера бросить мяч в Робинсона, но Сэндел отказался. Робинсон стал лидировать в Международной лиге по проценту реализации выходов на биту (34,9 %) и был лучшим по проценту филдинга (98,5 %), а после завершения сезона получил титул самого ценного игрока лиги. Несмотря на то, что Робинсона враждебно воспринимали на выездных матчах (так «Роялз» пришлось отменить выставочные игры на Юге), местные монреальские болельщики горячо поддерживали Джеки. Впрочем, как бы болельщики ни относились к нему, присутствие Робинсона на игре всегда вызывало ажиотаж, и за сезон 1946 года более миллиона человек посетило матчи Международной лиги с его участием — невероятное количество для лиги. После завершения сезона Робинсон вернулся домой в Калифорнию и какое-то время выступал за лос-анджельскую баскетбольную команду «Лос-Анджелес Ред Девилс». 18 ноября 1946 года у Джека и Рейчел родился сын — Джеки Робинсон младший.

### Главная лига бейсбола

#### 1947 год
В 1947 году, за шесть дней до начала регулярного чемпионата, Робинсон получил приглашение присоединиться к основной команде «Бруклин Доджерс». Из-за того, что на позиции игрока второй базы выступал Эдди Стенки, Робинсон был вынужден занять позицию игрока первой базы, на которой и провёл весь первый сезон. Дебют Робинсона в Главной лиге бейсбола состоялся 15 апреля 1947 года на стадионе «Эббетс-филд» в присутствии 26 623 болельщиков (приблизительно 14 000 из которых были темнокожими). Хотя Робинсону не удалось ни разу удачно отбить мяч, он сделал уолк и заработал одно очко, а его команда победила со счётом 5:3. После того, как он стал играть за «Бруклин Доджерс», всё больше афроамериканцев стало приходить на матчи «Доджерс», а не на игры команд Негритянских лиг.
В целом, переход Робинсона в лучшую команду был принят положительно, и лишь некоторые спортивные периодические издания и белые игроки лиги относились к нему негативно. Однако, в «Доджерс» все равно случались проявления расовой нетерпимости. Некоторые игроки «Доджерс» намекали, что они лучше будут сидеть на скамейке запасных, чем играть с Робинсоном на поле. Конец всем обидам в команде в сторону Робинсона положил менеджер клуба Лео Дурошер, который заступился за темнокожего игрока. Он сказал своим подчинённым: «Мне всё равно: жёлтый он или чёрный — или полосатый, как чёртова зебра. Я менеджер этой команды — и я вам говорю: играть он будет. Более того, благодаря ему мы все станем богатыми. И если кому-то из вас деньги не нужны, я позабочусь, чтобы вас поменяли на других».
Над Робинсоном также насмехались и игроки других команд. Известные игроки «Сент-Луис Кардиналс» пугали его тем, что будут играть против него очень грязно, несмотря на предупреждения президента Национальной лиги Форда Фрика и комиссара Главной лиги бейсбола Хеппи Чендлера, что любые грязные действия на поле будут наказываться дисквалификациями. Робинсон стал целью проявления жестокости со стороны игроков (особенно «Кардиналс») и в результате он получил тяжёлую травму ноги от Эноса Слотера — рана оказалась длиной семь дюймов. 22 апреля 1947 года во время встречи «Доджерс» и «Филадельфии Филлис», играющий менеджер «Филлис» Бен Чепмен назвал Робинсона «ниггером» и сказал ему, чтобы он возвращался на хлопковые плантации. Позже Рики вспоминал, что Чепмен «сделал больше, чем кто либо для объединения „Доджерс“. Когда он высказал это бессовестное ругательство, он сплотил и объединил тридцать человек».
Робинсон получил значительную моральную поддержку от некоторых игроков лиги. Его одноклубник, капитан «Доджерс» Пи Ви Риз один раз заступился за Робинсона:
Можно ненавидеть человека по разным причинам. Но цвет [кожи] не является одной из них.Пи Ви Риз
В 1948 году в Цинциннати перед игрой против команды «Цинциннати Редс» Риз, услышав расистские выкрики местных болельщиков в сторону Джека, положил тому на плечо руку. 1 ноября 2005 года возле стадиона «Ки Спен-парк» была установлена статуя скульптора Уильяма Брендса в память об этом событии. Еврейская звезда бейсбола Хенк Гринберг, у которого на протяжении всей карьеры были такие же проблемы с расистами, также поддерживал Робинсона. Во время одной игры после столкновения с Робинсоном на первой базе, Гринберг что-то сказал на ухо Джеку — как потом вспоминал Робинсон, то были слова поддержки. Гринберг посоветовал Робинсону, что лучший способ бороться с расистскими выкриками из дагаутов — побеждать соперников на поле. Робинсон также часто общался по телефону с Ларри Доби — первым чёрным игроком в Американской лиге, выступавшим за «Кливленд Индианс».
Робинсон закончил сезон с показателями: 125 ранов, 12 хоум-ранов, 29 украденных баз (лидер лиги по этому показателю), а его процент отбивания (средний показатель реализации) составил 29,7 %, слагинг — 42,7 %. Благодаря таким результатам, Робинсон получил звание Новичка года Главной лиги бейсбола (отдельные награды для Национальной и Американской лиги были введены только после 1949 года). В октябрьском выпуске спортивного журнала Sport Робинсон рассказал, что он даже не надеялся, что барьер для цветных игроков в бейсболе будет сломан ещё при его жизни. Он сказал:
Я думал, что для этого надо будет начать ещё одну войну.Джеки Робинсон

#### 1948—1950 годы: MVP, показания в конгрессе и биографический фильм

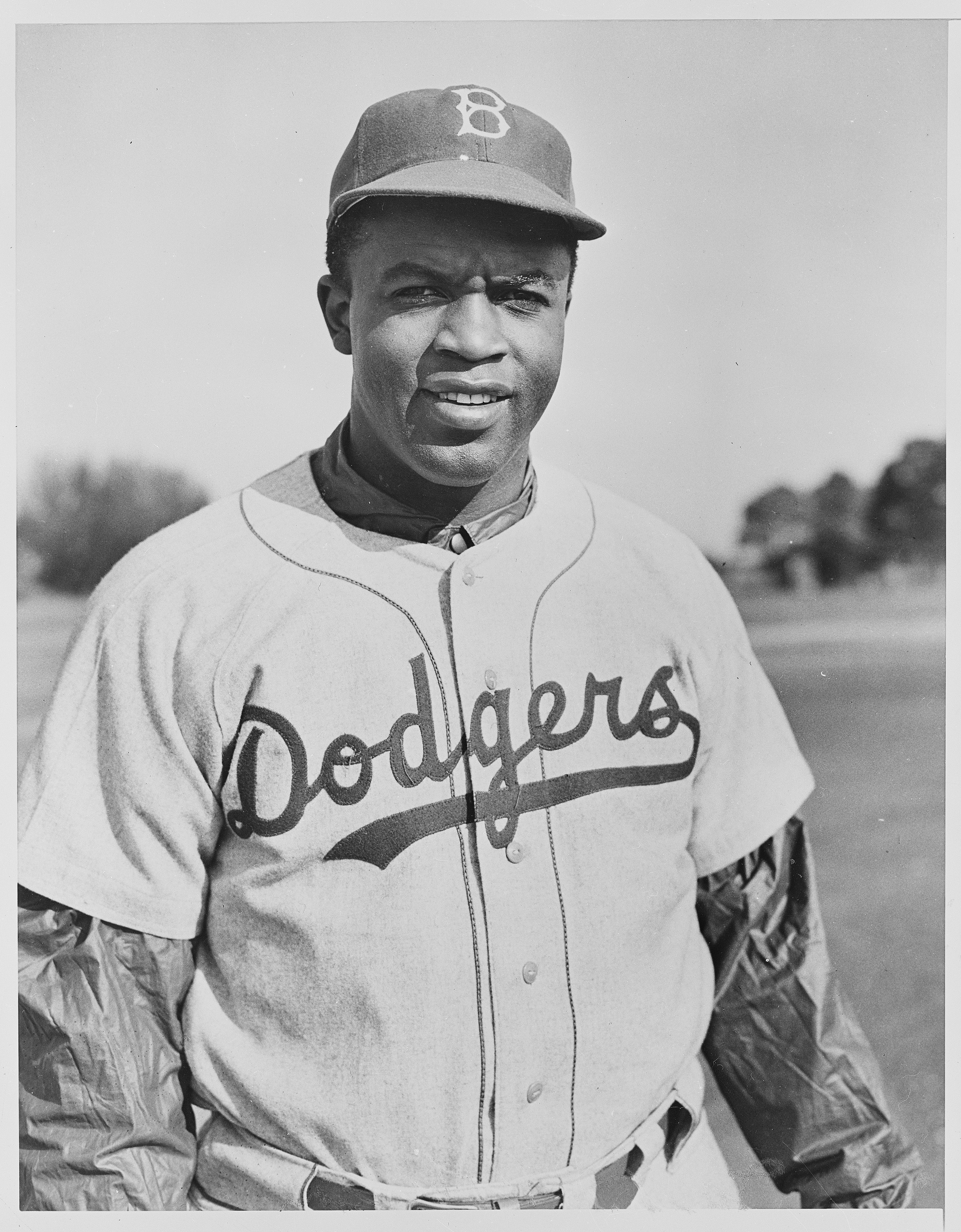
Джеки Робинсон в 1950 году

После перехода Стенки в «Бостон Бэйвз» в марте 1948 года, Робинсон занял позицию игрока второй базы, на которой его процент филдинга составил 98 (второй показатель в Национальной лиге после Стенки). В том же сезоне Робинсон украл 22 базы с процентом реализации 29,6 %. 29 августа 1948 года, во время матча против «Кардиналс», в котором «Доджерс» одержали победу со счётом 12:7, Робинсону удалось совершить полный цикл — он выбил хоум-ран, трипл, дабл и сингл в одной игре. В августе 1948 года «Джоджерс» на некоторое время возглавили турнирную таблицу Национальной лиги, но в итоге сезон завершили на третьем месте — «Брэйвз» стали чемпионами лиги, но в Мировой серии проиграли «Кливленд Индианс».
В 1948 году в лиге появились и другие темнокожие игроки, а сам Робинсон перестал чувствовать враждебность болельщиков и других бейсболистов. Ларри Доби, который 5 июля 1947 года выступил в Американской лиге, и Сетчел Пэйдж выступали за «Кливленд Индианс», а состав «Доджерс» пополнился ещё тремя темнокожими игроками. В феврале 1948 года Робинсон подписал контракт с «Доджерс» на сумму 12 500 долларов. Хотя это была довольно значительная сумма, она всё равно была меньше того, что Робинсон заработал в межсезонье во время двух турне, где он отвечал на вопросы про бейсбол и произносил речи. В это же время Джеку сделали операцию на правой голени. Из-за этого Робинсон набрал 14 кг лишнего веса, сумел скинуть их во время весенних тренировок, но диета оставила след на его физической форме.
Весной 1949 года Робинсон обратился к Джорджу Сислеру, члену бейсбольного Зала славы, который работал консультантом менеджера «Доджерс», чтобы улучшить свою игру отбивающего. По совету Сислера, Робинсон проводил часы с битой, тренируясь отбивать мяч в правый филд. Работая с Робинсоном, Сислер прежде всего сосредоточился на быстрых подачах (фастболах), а не на кручёных (кёрвболах), считая, что к более медленным кручёным подачам легче приспособиться. Сислер показал ему как останавливать выпад и как контролировать размах до последнего момента. В результате процент реализации Робинсона улучшился с 29,6 % до 34,2 % и он стал вторым в лиге по количеству набранных даблов и триплов. Показав по итогам сезона процент реализации 34,2, а также украв 37 баз, Робинсон был назван самым ценным игроком Национальной лиги. Бейсбольные болельщики проголосовали за то, чтобы Джеки принял участие в матче всех звёзд МЛБ как стартовый игрок второй базы — это был первый матч всех звёзд в истории бейсбола, в котором принял участие темнокожий игрок.
В этом же году джазовый музыкант Бадди Джонсон написал песню «Did You See Jackie Robinson Hit That Ball?» (рус. Видел ли ты, как Джеки Робинсон отбил мяч?), которая достигла 13 места в хит-параде; позже Каунт Бэйси записал самую известную версию этой песни. В итоге «Доджерс» стали чемпионами Национальной лиги, но в Мировой серии 1949 года проиграли «Нью-Йорк Янкис».
В июле 1949 года Робинсона вызвали дать показания комиссии по расследованию антиамериканской деятельности при Палате представителей о высказываниях афроамериканского спортсмена и актёра Пола Робсона. Робинсон не хотел этого делать, но был вынужден согласиться, так как решил, что отказ может негативно повлиять на его карьеру.

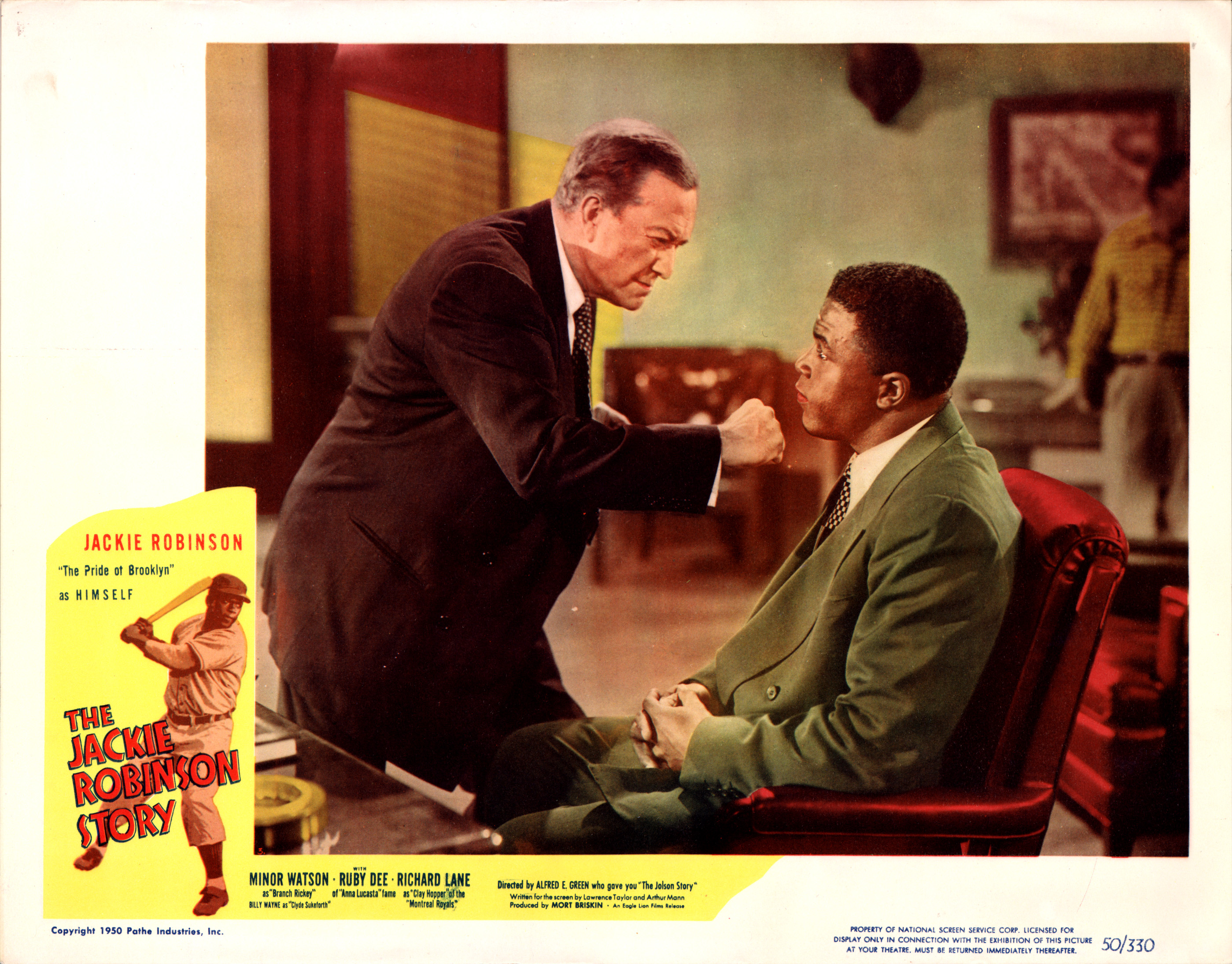
Промокарточка фильма «История Джеки Робинсона»

13 января 1950 года у Джеки и Рейчел родилась дочка, которую пара назвала Шерон. В 1950 году Робинсон стал лидером Национальной лиги по количеству дабл-плейев — 133, а вскоре начал получать самую большую зарплату в своей команде — 35 тыс. долларов. Тот сезон Робинсон закончил с показателями: средняя реализация 32,8 %, 99 ранов и 12 украденных баз. В 1950 году вышел автобиографический фильм «История Джеки Робинсона», в котором Робинсон сыграл самого себя, а роль его жены Рейчел сыграла актриса Руби Ди. Ранее этот проект был отложен, так как продюсеры фильма отказались выполнять требования двух голливудских студий, которые просили вставить в фильм сцены о том, как Робинсон обучался бейсболу белыми людьми. Тогда же газета The New York Times написала про Робинсона:
Во время редко встречающегося случая исполнения автобиографической главной роли, [Робинсону] удалось показать эмоциональное спокойствие и хладнокровность, которым бы позавидовали многие голливудские звезды.The New York Times
Однако, голливудские подвиги Робинсона не пришлись по вкусу владельцу «Доджерс» Уолтеру О’Мэлли, который назвал Робинсона «Примадонной Рики». В конце 1950 года у президента «Доджерс» Бранча Рики закончился контракт. Из-за постоянных разногласий с О’Мэлли и понимая, что его контракт не продлят, он продал свою долю акций клуба и перешёл в «Питтсбург Пайрэтс», заняв пост генерального менеджера. Робинсон очень расстроился таким изменениям в клубе и написал письмо Рики, которого считал самым важным человеком в своей карьере. В письме он написал: «Чтобы не случилось в будущем, я никогда не забуду того, что Вы сделали для меня, и поверьте мне, я очень ценю это».

#### 1951—1953 годы: Погоня за чемпионским титулом
Перед началом сезона 1951 года появились сообщения, что О’Мэлли предложил Робинсону пост менеджера «Монреаль Роялз» после окончания его спортивной карьеры. В интервью Montreal Standard О’Мэлли сказал лишь: «Джеки сказал мне, что он был бы рад и польщён занять пост менеджера». Однако, относительно того, было ли сделано это предложение официально, есть разные мнения. В сезоне 1951 года Робинсон второй год подряд стал лидером Национальной лиги по количеству дабл-плейев среди игроков второй базы — 137. Благодаря его результатам, «Доджерс» до самого конца сезона претендовали на победу в чемпионате. В последней игре регулярного чемпионата против команды «Филадельфия Филлис» Робинсон не только удачно сыграл в защите и спас «Доджерс» от поражения в 12-м иннинге, но даже сумел в 14-м сделать победный хоум-ран. По правилам того времени, за выход в Мировую серию команда была вынуждена сыграть в плей-офф против «Нью-Йорк Джайентс».

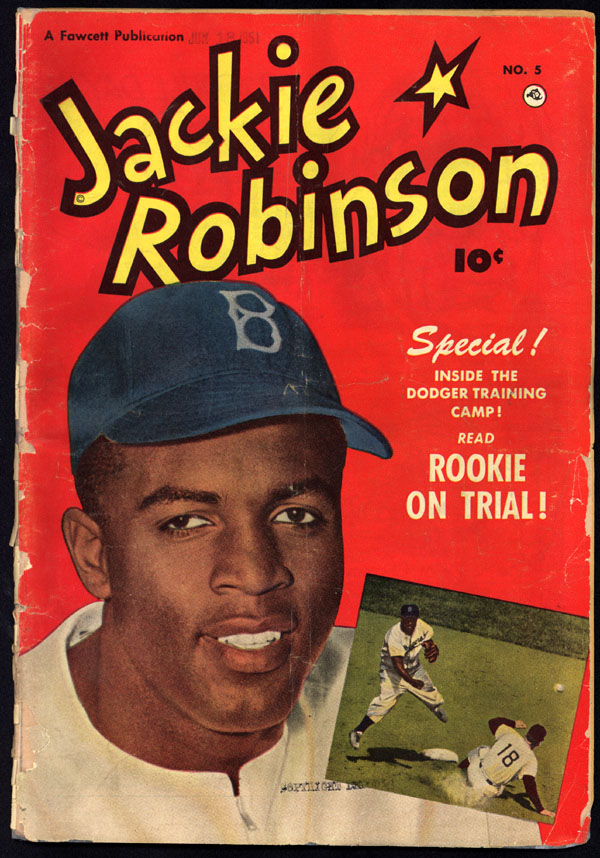
Обложка комикса «Джеки Робинсон» 1951 года

Несмотря на выдающиеся показатели Робинсона в регулярном чемпионате, «Доджерс» проиграли плей-офф. 3 октября 1951 года шотландский аутфилдер «Джайентс» Бобби Томпсон выбил победный хоум-ран, который стал известен как «удар, который услышал весь мир». Когда команды уже покидали поле, подавленный Робинсон обошёл все базы, чтобы убедиться, что Томпсон действительно наступил на каждую из них. Спортивный комментатор «Доджерс» Вин Скалли позже охарактеризовал этот эпизод, сказав, что «Робинсон всегда был настоящим борцом на поле». Робинсон окончил чемпионат со 106 ранами, 25 украденными базами и показателем реализации 33 %.
14 мая 1952 года в семье Робинсонов родился третий ребёнок — Дэвид. В сезоне 1952 года Робинсон закончил чемпионат со 104 ранами и 24 украденными базами с процентом реализации 30,8. В этом же сезоне он установил рекорд своей карьеры по среднему проценту достижения баз — 43,6. «Доджерс» же выиграли Национальную лигу. Команда дошла до финала плей-офф, где в решающей седьмой игре Мировой серии уступили «Нью-Йорк Янкис». Сезон 1952 года стал последним сезоном Робинсона как стартового игрока второй базы — позже его позицию занял другой темнокожий игрок Джим Джильям. Робинсон стал выступать на разных позициях, в том числе и игрока аутфилда.
Также Джеки решил испытать себя как менеджера и возглавить команду Главной лиги бейсбола. Чтобы набраться опыта, он надеялся вначале возглавить одну из команд пуэрто-риканской бейсбольной лиги, однако комиссар МЛБ Хеппи Чендлер отклонил просьбу Робинсона. В 1952 году Робинсон открыл собственный магазин одежды в Гарлеме (Нью-Йорк). В том же году в телевизионном шоу Youth Wants to Know (рус. Молодёжь хочет знать) Робинсон бросил вызов генеральному менеджеру «Янкис», Джорджу Вайсу, по поводу того, что в нью-йоркской команде до сих пор не было ни одного чёрного игрока. Спортивный журналист Дик Янг, которого Робинсон описывал как «фанатика», сказал: «Если в Джеки и есть один изъян, то он общий. Он считал, что все плохое, что случалось с ним, произошло из-за его принадлежности к чёрной расе».
В сезоне 1953 года Робинсон сделал 109 ранов и украл 17 баз при средней реализации 32,9 %. «Доджерс» как и в прошлом году выиграли Национальную лигу, но вновь в Мировой серии проиграли «Янкис» (на этот раз в шести играх). В том же году он стал редактором спортивного журнала Our Sports, который в основном освещал проблемы темнокожих спортсменов. Робинсон также открыто критиковал расово-сегрегированные гостиницы и рестораны, в которых ему запрещали останавливаться вместе с другими игроками «Доджерс». В результате его выступлений многие заведения стали обслуживать и афроамериканцев.

#### 1954—1956 годы: Победа в Мировой серии и завершение карьеры
В сезоне 1954 года Робинсон показал такие результаты: 62 рана и 7 украденных баз, а процент отбивания составил 31,1 %. Лучший матч в сезоне Джеки провёл 17 апреля, выбив 2 хоум-рана и 2 дабла. Через год Робинсон одержал свою единственную победу в Мировой серии, когда его «Доджерс» одолели в финале «Янкис». Хотя команда праздновала свой самый большой успех, Робинсон провёл самый неудачный сезон в своей карьере: процент отбивания снизился до 25,6 %, а украсть базу ему удалось всего 12 раз. Весь сезон Робинсон провёл в основном на позиции аутфилдера или игрока третьей базы. 37-летний Робинсон пропустил 49 матчей регулярного чемпионата и не смог принять участие в седьмой игре Мировой серии. Он пропустил этот матч, так как менеджер «Доджерс» Уолтер Олстон решил поставить Джильяма на вторую базу, а Дона Хоука на третью. В том же сезоне питчер «Доджерс» Дон Ньюкомб стал первым темнокожим питчером в Главной лиге бейсбола, которому удалось одержать 20 побед в сезоне.
За сезон 1956 года Робинсон сделал 61 ран, 12 раз украл базу, а его средняя реализации составила 27,5 %. В это время здоровье спортсмена ухудшилось, у него появились первые признаки сахарного диабета. Из-за болезни он стал подумывать о завершении карьеры игрока. В конце сезона руководство клуба хотело обменять Робинсона на Дика Литтлфилда и 35 000 долларов со своим главным соперником — «Нью-Йорк Джайентс». Впрочем, обмен так и не состоялся; не посоветовавшись с руководством клуба, Робинсон заключил соглашение с президентом сети ресторанов Chock full o’Nuts, что завершит свою карьеру в бейсболе и станет одним из руководителей компании. Поскольку за два года до этого он продал права на эксклюзивное интервью про завершение своей карьеры журналу Look, то первым про решение Джеки уйти из спорта сообщил журнал, а не организация клуба «Доджерс». 3 января 1957 года 37-летний Робинсон официально объявил о завершении карьеры игрока.

## Наследие

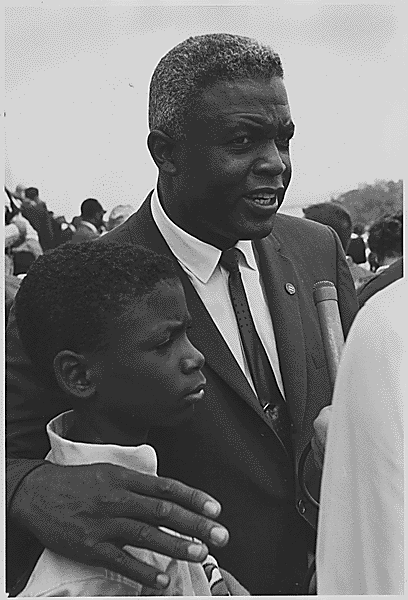
Джеки Робинсон (рядом его сын) даёт интервью во время Марша на Вашингтон 28 августа 1963 года

Дебют Робинсона в Главной лиге бейсбола положил конец почти 60-летней расовой сегрегации в бейсболе, известной как «бейсбольный цветной барьер» (англ. the baseball color line). После Второй мировой войны в США происходило движение к расовому равенству, включая миграцию афроамериканцев на север, а также десегрегацию армии Гарри Труменом в 1948 году. Робинсон сломал бейсбольный цветной барьер, а его профессиональный успех символизировал эти изменения и показал, что борьба за равенство была чем-то большим, чем просто политика. Мартин Лютер Кинг сказал, что Робинсон «легенда и символ своего времени» и что он «бросил вызов тёмному небу нетерпимости и разочарования». Согласно историку Дорис Кернс Гудвин, «усилия Робинсона были монументальными шагами в революции за гражданские права в Америке… [Его] достижения позволили чёрным и белым американцам быть более уважительными и открытыми относительно друг друга и больше ценить способности каждого человека».
Начав бейсбольную карьеру в возрасте 28 лет, Робинсон провёл 10 сезонов в команде «Бруклин Доджерс». На протяжении его карьеры его команда шесть раз принимала участие в Мировых сериях, а сам Робинсон был участником 6 матчей всех звёзд. В 1999 году Робинсона включили в символическую команду столетия Главной лиги бейсбола.
Считается, что карьера Робинсона стала началом новой эры в бейсболе, эры, которая пришла на смену эпохи «долгих» мячей. В новой эре игра, которая раньше больше основывалась на сильных ударах, уступила место сбалансированной тактике в атаке, в которой благодаря скорости ног раны зарабатывались с помощью агрессивного перебегания между базами. Робинсон обладал очень сильным ударом и большой скоростью. Он зарабатывал более 100 ранов в шести из своих десяти сезонов (с 1947 по 1953 год). Среди других важных показателей за карьеру: средний показатель реализации — 31,1 %, показатель достижения баз — 40,9 %, показатель слагингу — 47,4 %, а также он заработал больше уолков, чем получил страйк-аутов (740 против 291). Робинсон был одним из двух игроков в период с 1947 по 1953 год, которым удалось украсть более 125 баз, с показателем слагинга 42,5 %. Всего за карьеру Робинсон украл 197 баз за 227 попыток — 87 % успешности. За карьеру ему 19 раз удалось украсть домашнюю базу, что является одним из самых важных элементов в бейсболе и требует незаурядного мастерства. Журналист и писатель Дэвид Фолкнер охарактеризовал Робинсона как «отца современной кражи баз».
Анализ бейсбольной статистики свидетельствует, что Робинсон на протяжении своей карьеры был одним из лучших филдеров, постоянно демонстрировал отличные результаты вне зависимости от позиции, на которой играл. Отыграв дебютный сезон в лиге на первой базе, Робинсон провёл свои самые лучшие сезоны на позиции игрока второй базы. Он дважды, в сезонах 1950 и 1951 годов, был лидером лиги по проценту филдинга среди игроков второй базы. В последние годы своей карьеры Робинсон сыграл около 2000 иннингов на третьей базе и приблизительно 1175 в аутфилде.
Как-то Робинсон сказал: «Меня не интересует, нравлюсь ли я вам, или нет… единственное о чём я вас прошу — уважайте меня как человека». Что касается способностей Робинсона на поле, Лео Дурошер сказал: «Я хотел парня, который пришёл играть. Этот парень пришёл не просто чтобы играть. Он пришёл побеждать. Он пришёл, чтобы засунуть эту чёртову биту тебе в задницу».
В феврале 2022 года билет с дебютного для игрока матча в MLB в составе "Бруклин Доджерс" стоимостью 1,75 долл. был продан за рекордные 480 тыс. долл..

### Робинсон в кино и на телевидении
Робинсон сыграл самого себя в фильме 1950 года «История Джеки Робинсона» (англ. Jackie Robinson Story). Среди других фильмов о Робинсоне:
- A Home Run for Love — телевизионный фильм 1978 года канала ABC. В роли Робинсона Джон Лафаетт[189].
- The First — бродвейский мюзикл 1981 года с Дэвидом Аланом Гриером в главной роли[190][191][192]
- The Court-Martial of Jackie Robinson — телевизионный фильм канала TNT 1990 года с Андре Брауэром в главной роли[193][194].
- Soul of the Game — телевизионный фильм канала HBO 1996 года. В роли Робинсона Блэр Андервуд[195][196].
- эпизод «Colors» сериала «Детектив Раш» с Антонио Тоддом в роли Робинсона[197].
- «42» — фильм 2013 года с Чедвиком Боузменом в роли Робинсона[198][199][200].

## После завершения бейсбольной карьеры

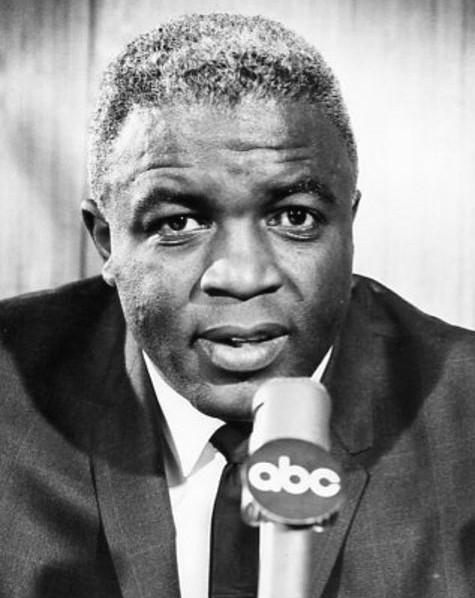
Робинсон во время работы на канале ABC

5 января 1957 года Робинсон официально объявил о завершении бейсбольной карьеры. В том же году он обратился к врачу с многочисленными жалобами на здоровье у него диагностировали сахарный диабет. Несмотря на то, что он стал колоть инсулин, состояние медицины того времени не могло остановить прогресс болезни и ухудшение его самочувствия.
В 1962 году, когда Робинсон получил право избрания в Национальный Зал славы бейсбола, он призвал избирателей оценить его достижения на бейсбольном поле и не обращать внимание на его культурное влияние на игру. 13 июля 1962 года Робинсон стал первым афроамериканским игроком, включённым в Зал славы.
В 1965 году Робинсон стал первым темнокожим спортивным аналитиком в Главной лиге бейсбола, устроившись работать на канале ABC, где он комментировал матч недели МЛБ. В 1966 году он стал генеральным менеджером команды «Бруклин Доджерс» из Континентальной футбольной лиги, а в 1972 году работал комментатором игр «Монреаль Экспос».
4 июня 1972 года руководство «Доджерс» закрепило номер Робинсона (№ 42), а также номер Роя Кампанелла (№ 39) и Сэнди Коуфакса (№ 32). С 1957 по 1964 год Робинсон занимал пост вице-президента сети ресторанов Chock full o’Nuts, став первым темнокожим вице-президентом Американского акционерного общества. Свою коммерческую деятельность Робинсон считал толчком содействующей интересам афроамериканцев в торговле и промышленности. В 1957 году Робинсона назначили на руководящую должность в фонде Национальной ассоциации содействия прогрессу цветному населению Freedom Fund Drive. Он проработал в этой организации до 1967 года. В 1964 году вместе с гарлемским бизнесменом Данбаром Маклорином Робинсон основал коммерческий банк в Гарлеме — Национальный банк Свободы, и стал первым руководителем этого учреждения. В 1970 году он основал строительную компанию, которая обеспечивала жильём семьи с низким доходом.
После завершения игровой карьеры Робинсон стал вести активную политическую деятельность. Себя он идентифицировал как независимого политика, но имел консервативные взгляды на некоторые законы, в том числе войну во Вьетнаме (один раз даже написал письмо Мартину Лютеру Кингу, чтобы защитить военную политику администрации Джонсона). Голосуя за Ричарда Никсона на президентских выборах 1960 года, Робинсон потом хвалил позицию Джона Ф. Кеннеди по отношению к гражданским правам и был недоволен позицией республиканцев по отношению к закону о гражданских правах 1964 года. В 1964 году Робинсон был одним из шести директоров президентской кампании Нельсона Рокфеллера от республиканской партии, а после переизбрания Рокфеллера губернатором штата Нью-Йорк в 1966 году стал его специальным помощником по вопросам местного самоуправления. Позже Робинсон поддерживал Хуберта Хамфри против Никсона в 1968 году.

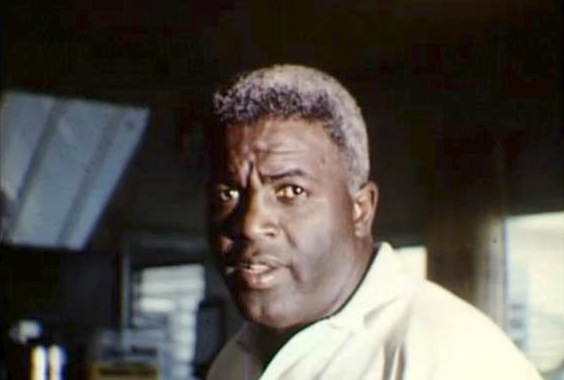
Кадр из фильма о Робинсоне 1960 года

Протестуя против отсутствия национальных меньшинств на руководящих постах в главной лиге, Робинсон отказался от участия в матче бывших звёзд, проходившем на стадионе «Янки» в 1969 году. 15 октября 1972 года Робинсон последний раз появился на публике — ему поручили сделать первую символическую подачу перед второй игрой Мировой серии. Робинсон с благодарностью принял почётную мемориальную табличку, созданную в честь 25-й годовщины его дебюта в МЛБ и прокомментировал: «Я буду ещё более рад и горд, когда я посмотрю на тренерскую линию возле третьей базы и увижу там темнокожего тренера». Мечта Робинсона исполнилась только после его смерти: после сезона 1974 года менеджером команды «Кливленд Индианс» стал будущий член Зала славы Фрэнк Робинсон. Но несмотря на успех двух Робинсонов и других чёрных игроков, после 1970-х годов количеств афроамериканцев в Главной лиге бейсбола уменьшилось.

## Личная жизнь и смерть
После того, как Джеки Робинсон завершил бейсбольную карьеру, его жена Рейчел Робинсон решила сделать карьеру по специальности медсестринское дело: стала доцентом в Йельской высшей школе для медсестёр и директором медсестринского отделения в Коннектикутской психбольнице. Она также была членом совета директоров Национального банка Свободы, где проработала до самого его закрытия в 1990 году. У неё и Джеки родилось трое детей: Джеки Робинсон-младший (род. 18 ноября 1946 года; умер в 1971 года, за год до смерти отца), Шерон Робинсон (род. 13 января 1950 года) и Дэвид Робинсон (род. 14 мая 1952 года).

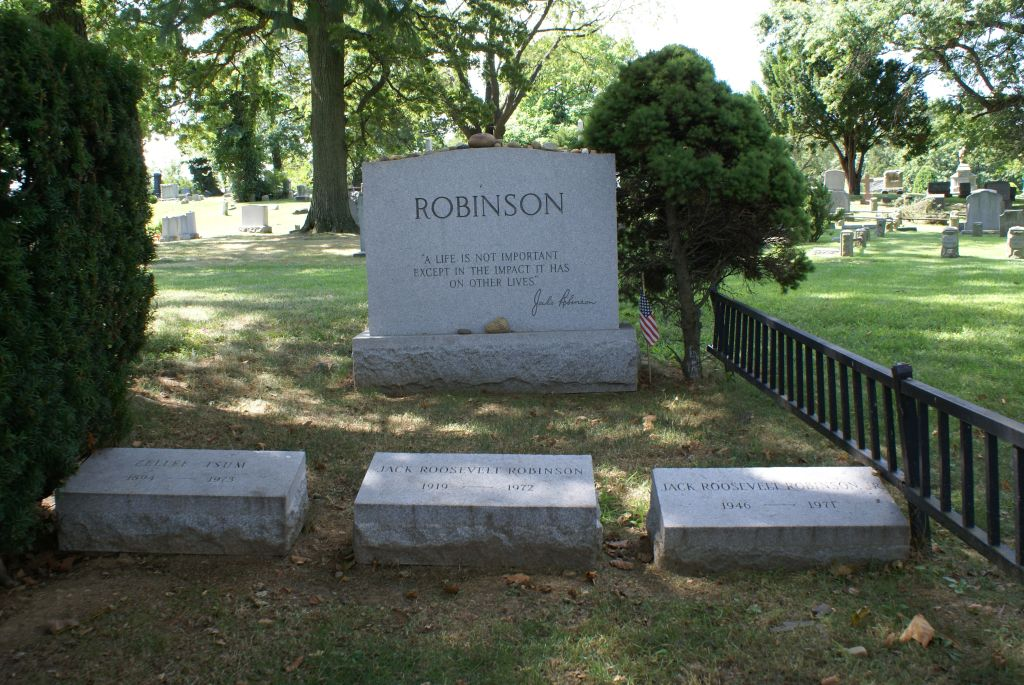
Могила Робинсона на кладбище Сайпресс-Хиллс

Старший сын бейсболиста, Джек Робинсон-младший, с детства имел эмоциональные проблемы и посещал специальную школу. Став солдатом в поисках дисциплины, он позже участвовал во Вьетнамской войне, где был ранен 19 ноября 1965 года во время военных действий. После демобилизации у него появились проблемы с наркотической зависимостью; однако он удачно прошёл курс лечения в Дейтоп-Виллидж в городе Сеймур (штат Коннектикут) и позже устроился советником в этой организации. 17 июля 1971 года Джек Робинсон-младший погиб в автокатастрофе. Из-за пристрастия сына к наркотикам Джек Робинсон-старший в последние годы своей жизни был активным борцом с наркоманией.
Джек Робинсон-старший ненадолго пережил сына: его здоровье сильно ухудшилось из-за болезни сердца и диабета, вследствие чего он почти ослеп. Он умер 24 октября 1972 года на 53 году жизни в своём доме в Норт-Стемфорде (штат Коннектикут) от инфаркта. На панихиде, прошедшей 27 октября в церкви Риверсайд в Верхнем Манхэттене, присутствовало 2500 человек. Гроб несли его бывшие товарищи по команде и другие известные люди. Десятки тысяч людей собрались вдоль дороги, по которой двигалась похоронная процессия к кладбищу Сайпресс-Хиллс в Бруклине (Нью-Йорк), где он был похоронен рядом со своим сыном и тёщей. По кладбищу также проходит парковая дорожка имени Джеки Робинсона.
После смерти мужа Рейчел основала Фонд Джеки Робинсона, которым продолжает руководить (2014). В 2010 году она сообщила, что планирует открыть музей Джеки Робинсона в Нижнем Манхэттене.
Дочь Робинсона, Шерон, — акушерка, педагог, директор учебной программы Главной лиги бейсбола. Автор двух книг о покойном отце.
Самый младший сын Дэвид — общественный деятель, отец многодетной семьи из десяти детей. Владелец кофейной плантации в Танзании.

## Награды и достижения

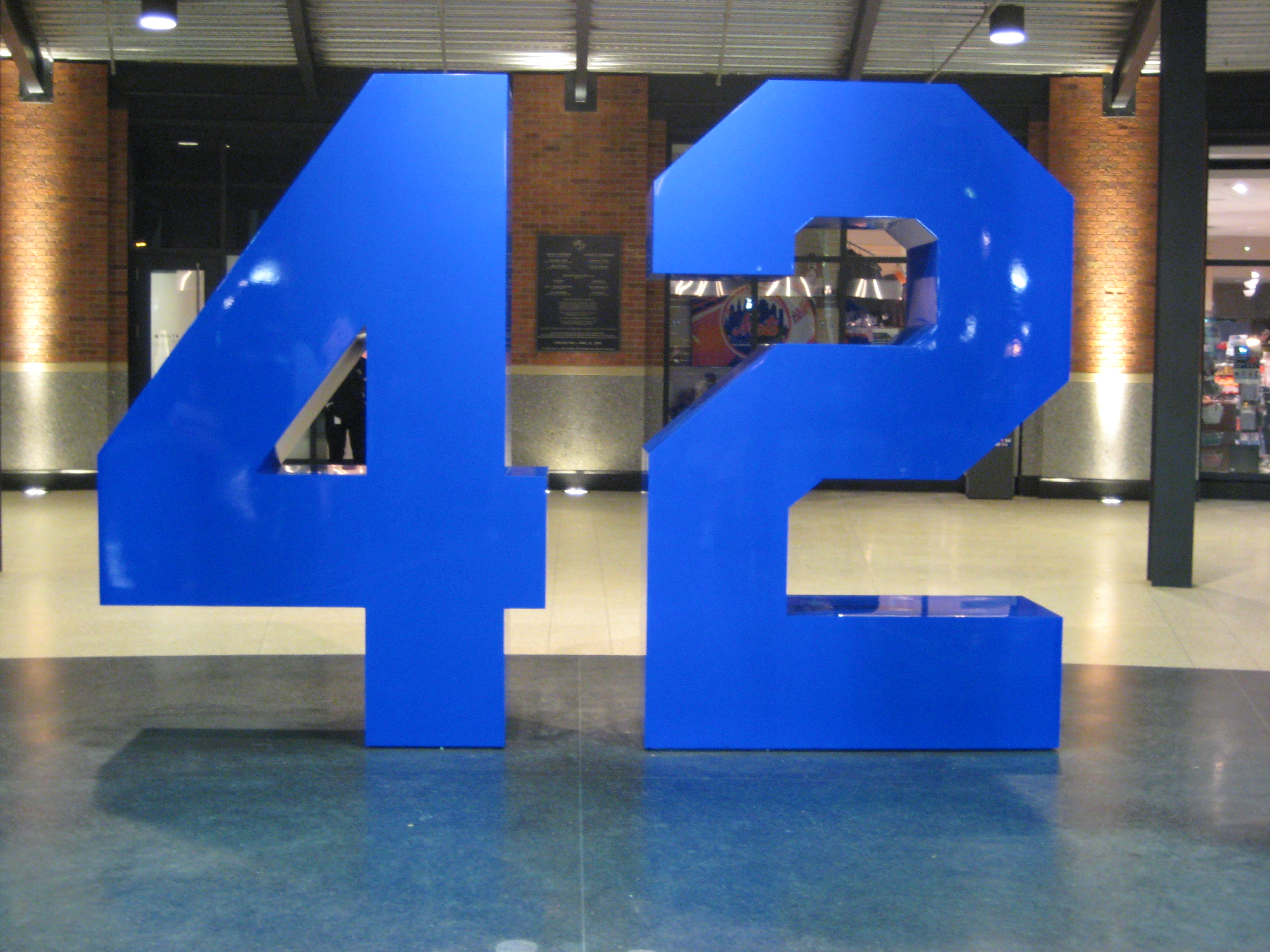
Мемориал в ротонде Джеки Робинсона внутри «Сити-филда»

По данным общественного опроса 1947 года Робинсон занял второе место в списке самых популярных граждан США после Бинга Кросби. В 1999 году Робинсон вошёл в список 100 самых влиятельных людей XX века по версии журнала Time. В 1999 году журнал Sporting News поставил его на 44 место в списке 100 лучших бейсболистов и, набравши самое большое количество голосов среди игроков второй базы, он был включён в символическую команду столетия Главной лиги бейсбола. Бейсбольный писатель и журналист Билл Джеймс в своей книге «The New Bill James Historical Baseball Abstract» поставил Робинсона на 32 место в списке лучших бейсболистов всех времён, приняв во внимание его хорошие результаты, а также то, что на протяжении всей бейсбольной карьеры он всегда находился на высоком уровне. В 1984 году имя Робинсона было внесено в Зал славы спорта Калифорнийского университета, а в 2002 году учёный Молефи Кете Асанте включил его в список 100 великих афроамериканцев. Также в честь Робинсона почтовая служба США выпустила три разные марки с изображением бейсболиста: в 1982, 1999 и 2000 годах. 20-ти центовая марка, вышедшая 2 августа 1982 года перед десятой годовщиной со дня смерти Робинсона, стала первой маркой США с изображением бейсболиста.

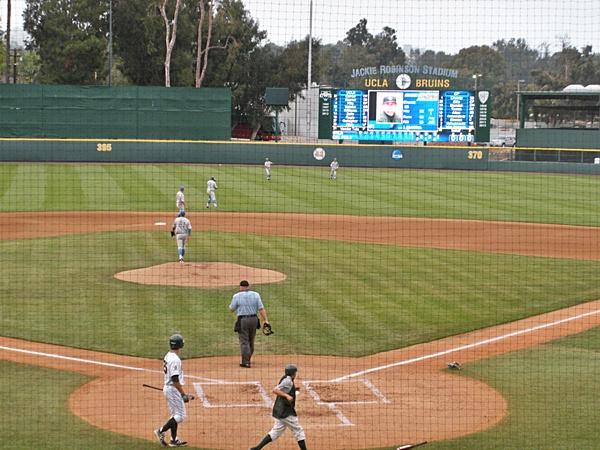
Стадион Джеки Робинсона

В городе Пасадина, в районе Бруксад-парк недалеко от стадиона «Роуз-боул», находится бейсбольная площадка и стадион имени Джеки Робинсона. Пасадинский отдел общественных служб заведует Центром имени Джеки Робинсона, в котором занимаются диагностикой диабета на ранних стадиях. В 1997 году в Пасадине на Графилд-авеню перед входом в здание городского совета была установлена скульптура работы Ральфа Хелмика, Стю Шектера и Джона Ауттербриджа — 9-ти футовые бюсты Джеки Робинсона и его брата Мека стоимостью 325 000 долларов.
В 1987 году награда Новичок года МЛБ в обоих Национальной и Американской лигах была переименована в Награду имени Джеки Робинсона, в честь её первого обладателя. 15 апреля 1997 года номер Робинсона (№ 42) был закреплён во всех командах Главной лиги бейсбола (первый случай среди четырёх основных спортивных лиг США) и теперь ни один игрок не может выступать под этим номером. Однако игроки, выступавшие то время под этим номером могли использовать его пока не перейдут в другой клуб или поменяют номер. Поэтому аутфилдер «Метс» Батч Хаски и игрок первой базы «Ред Сокс» Мо Вон могли выступать под этим номером. Питчер «Янкис» Мариано Ривера стал последним игроком лиги, который выступал под номером 42. Церемония закрепления прошла на стадионе «Шей-стэдиум» в день 50-й годовщины дебюта Робинсона за «Доджерс» в лиге. С тех пор только номер 99 Уэйна Гретцки был закреплён среди всех клубов НХЛ. Были также призывы закрепить во всех командах номер 21 под которым выступал Роберто Клементе, однако семья Робинсонов выступила против этого.
Как исключение в политике закрепления номеров, в 2007 году Главная лига бейсбола начала чествовать Робинсона, позволяя игрокам носить номер 42 15 апреля, в День Джеки Робинсона. В 2007 году, в день 60-летия дебюта Робинсона в лиге, МЛБ попросила всех игроков надеть форму с номером 42. Это была идея аутфилдера «Редс» Кена Гриффи-младшего, который попросил Рейчел Робинсон разрешить надеть форму с этим номером. Когда жена Робинсона согласилась, комиссар лиги Бад Силиг не только позволил Гриффи сыграть под этим номером, но и разослал просьбу игрокам всех команд лиги поступить также. В итоге, более 200 бейсболистов надели форму с номером 42, включая всех игроков в составе команд «Лос-Анджелес Доджерс», «Нью-Йорк Метс», «Хьюстон Астрос», «Филадельфии Филлис», «Сент-Луис Кардиналс», «Милуоки Брюэрс» и «Питтсбург Пайрэтс». Чествование продолжилось и в 2008 году, когда 16 апреля все игроки «Нью-Йорк Метс», «Сент-Луис Кардиналс», «Вашингтон Нэшионалс» и «Тампа Бэй Рейс» надели номер Робинсона. 15 июля 2008 года Главная лига бейсбола установила новую мемориальную доску Джеки Робинсона в Национальном Зале славы бейсбола, чествуя его достижения вне бейсбольного поля. 15 апреля 2009 года номер Робинсона уже носили все игроки, менеджеры, тренеры и судьи лиги.

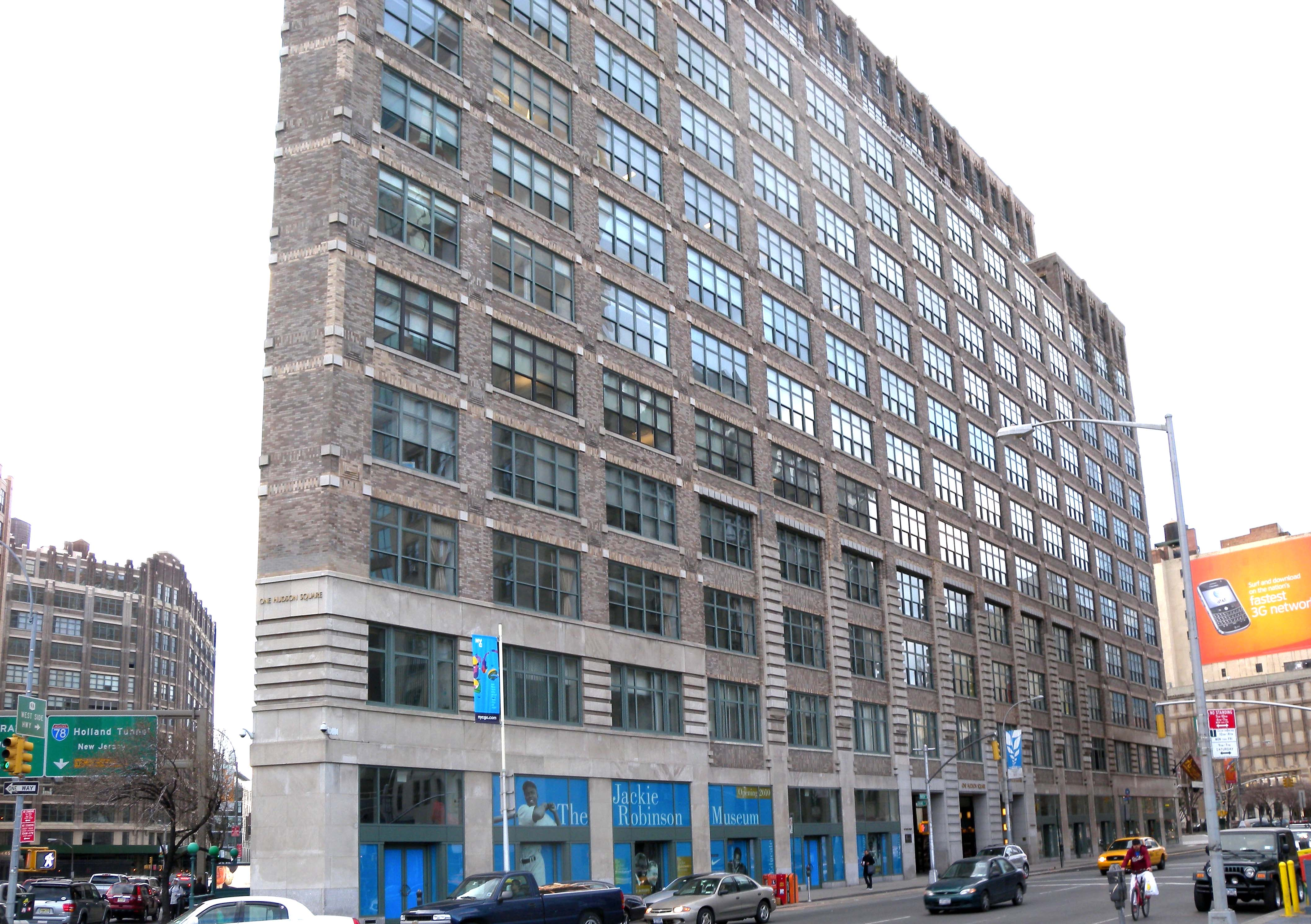
Здание, где планируется открыть музей Джеки Робинсона и обучающий центр

В ноябре 2006 года стала известно, что вход в новый бейсбольный стадион «Метс» «Сити-филд» будет сделан по подобию входа в старом стадионе «Доджерс» «Эббетс-филд» и будет назван ротондой имени Джеки Робинсона. Ротонда была посвящена Робинсону в день открытия стадиона «Сити-филд» 16 апреля 2009 года. Владелец «Метс» Фред Вилпон пообещал, что совместными усилиями Citigroup и Фонда Джеки Робинсона, «Метс» построят музей имени Джеки Робинсона в Нижнем Манхеттене. Вместе с музеем будет учреждена стипендия, которой будут награждаться «молодые люди, которые живут и воплощают идеалы Джеки». Музей планируется к открытию в 2015 году.
В 2004 году Aflac учредили награду игроку года среди школьников, которую назвали «Награда Джеки Робинсона».
За свою деятельность, Робинсон также получил признание за пределами бейсбола. В декабре 1956 года Национальная ассоциация содействия прогрессу цветного населения наградила Робинсона медалью Спрингарна, которая ежегодно вручается темнокожему американцу как признание его заслуг перед своим народом. 26 марта 1984 года президент США Рональд Рейган посмертно наградил Робинсона президентской медалью Свободы. 29 октября 2003 года Робинсона наградили Золотой медалью Конгресса. Награду получила его жена во время праздничной церемонии, которая состоялась в Капитолии 2 марта 2005 года. Джеки Робинсон стал вторым бейсболистом в истории после Роберто Клементе, получившим эту награду. 20 августа 2007 года губернатор штата Калифорния Арнольд Шварценеггер и его жена Мария Шрайвер объявили о включении Робинсона в Зал славы Калифорнии.

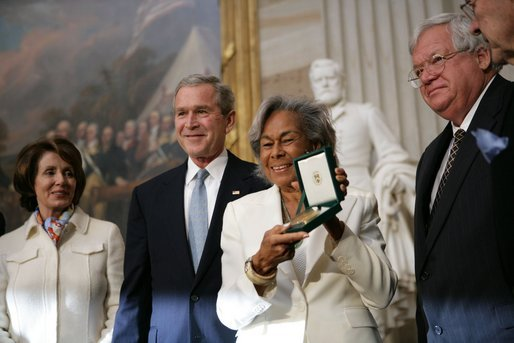
Рейчел Робинсон (третья слева) принимает Золотую медаль Конгресса от президента Джорджа Буша 2 марта 2005 года. На картинке также Нэнси Пелоси (слева) и Деннис Хастерт (справа)

В честь Робинсона было названо множество сооружений. Бейсбольная команда Калифорнийского университета «Брюинз» проводит домашние матчи на стадионе имени Джеки Робинсона, возле которого теперь стоит мемориальная статуя бейсболиста работы Ричарда Эллиса, установленная усилиями его брата Мека. 14 апреля 2013 года на стадионе была открыта новая фреска с изображением Робинсона. Стадион в Дейтона-Бич (штат Флорида), на котором «Доджерс» проводили весенние тренировки, в 1990 году был переименован в бейсбольный стадион имени Джеки Робинсона, а перед сооружением установлена статуя Робинсона с двумя детьми. Несколько спортивных сооружений в колледже Пасадины названы в честь Джеки, включая «Робинсон-филд» — многофункциональный стадион, названный в честь него и его брата Мека. Система средних школ Нью-Йорка назвала средние классы имени Джеки Робинсона, а лос-анджельская средняя школа имени Дорси назвала свой футбольный стадион в честь него. Начальные школы Чикаго (штат Иллинойс) и Лонг-Бич (штат Калифорния) названы в честь Джеки Робинсона. В 1976 году его дом в Бруклине, Дом Джеки Робинсона, был внесён в список Национальных исторических памятников США. В честь Робинсона также был назван астероид 4319 Jackierobinson. В 1997 году монетный двор США выпустил памятные монеты в его честь — серебряный доллар и пятидолларовую золотую монету. В том же году власти Нью-Йорка переименовали Интерборо-парквэй в его честь.
В 2011 году на его дом в Монреале по адресу 8232 авеню возле Джерри-парка, где проживал Робинсон, когда выступал за «Монреаль Роялз» в 1946 году, была помещена памятная табличка в честь окончания сегрегации в бейсболе. В письме, зачитанном во время церемонии вдовой Джеки Рейчел Робинсон, было написано: «Я очень хорошо помню Монреаль и этот дом и всегда испытываю тёплые чувства к этому замечательному городу. Перед тем, как Джек и я переехали в Монреаль, мы только что прошли через очень грубое обращение в расово предвзятом Юге во время весенних тренировок в штате Флорида. В конце концов, Монреаль был идеальным местом для него, чтобы начать свою карьеру. Нам никогда не угрожали здесь. Люди были так приветливы и смотрели на Джека и как на игрока, и как человека».

## Статистика
| Сезон | Команда     | М    | Б    | Р    | Х    | 2Б  | 3Б | ХР  | RBI | КБ  | ПК | У   | СА  | СЕР  | ПЗБ  | ПСО  | КБ   | ЖХ  | ЖФ | ПУ  | ПМ | ДП  | О   |
| ----- | ----------- | ---- | ---- | ---- | ---- | --- | -- | --- | --- | --- | -- | --- | --- | ---- | ---- | ---- | ---- | --- | -- | --- | -- | --- | --- |
| 1945  | Канзас-Сити | 47   | 163  | 36   | 63   | 14  | 4  | 5   | 23  | 13  |    |     |     | .387 |      |      |      |     |    |     |    |     |     |
| 1946  | Монреаль    | 124  | 444  | 113  | 155  | 25  | 8  | 3   | 66  | 40  |    | 92  | 27  | .349 |      |      |      |     |    |     |    |     | 10  |
| 1947  | Бруклин     | 151  | 590  | 125  | 175  | 31  | 5  | 12  | 48  | 29  | 0  | 74  | 36  | .297 | .383 | .427 | 252  | 28  |    |     | 9  | 5   | 16  |
| 1948  | Бруклин     | 147  | 574  | 108  | 170  | 38  | 8  | 12  | 85  | 22  | 0  | 57  | 37  | .296 | .367 | .453 | 260  | 8   |    |     | 7  | 7   | 15  |
| 1949  | Бруклин     | 156  | 593  | 122  | 203  | 38  | 12 | 16  | 124 | 37  | 0  | 86  | 27  | .342 | .432 | .528 | 313  | 17  |    |     | 8  | 22  | 16  |
| 1950  | Бруклин     | 144  | 518  | 99   | 170  | 39  | 4  | 14  | 81  | 12  | 0  | 80  | 24  | .328 | .423 | .500 | 259  | 10  |    |     | 5  | 11  | 11  |
| 1951  | Бруклин     | 153  | 548  | 106  | 185  | 33  | 7  | 19  | 88  | 25  | 8  | 79  | 27  | .338 | .429 | .527 | 289  | 6   |    |     | 9  | 10  | 7   |
| 1952  | Бруклин     | 149  | 510  | 104  | 157  | 17  | 3  | 19  | 75  | 24  | 7  | 106 | 40  | .308 | .440 | .465 | 237  | 6   |    |     | 14 | 16  | 20  |
| 1953  | Бруклин     | 136  | 484  | 109  | 159  | 34  | 7  | 12  | 95  | 17  | 4  | 74  | 30  | .329 | .425 | .502 | 243  | 9   |    |     | 7  | 12  | 6   |
| 1954  | Бруклин     | 124  | 386  | 62   | 120  | 22  | 4  | 15  | 59  | 7   | 3  | 63  | 20  | .311 | .413 | .505 | 195  | 5   | 4* |     | 7  | 13  | 7   |
| 1955  | Бруклин     | 105  | 317  | 51   | 81   | 6   | 2  | 8   | 36  | 12  | 3  | 61  | 18  | .256 | .378 | .363 | 115  | 6   | 3  | 5** | 3  | 8   | 10  |
| 1956  | Бруклин     | 117  | 357  | 61   | 98   | 15  | 2  | 10  | 43  | 12  | 5  | 60  | 32  | .275 | .382 | .412 | 147  | 9   | 2  | 2   | 3  | 9   | 9   |
| Всего | Бруклин     | 1382 | 4877 | 947  | 1518 | 273 | 54 | 137 | 734 | 197 | 30 | 740 | 291 | .311 | .409 | .474 | 2310 | 104 | 9  | 7   | 72 | 113 | 107 |
|       | Карьера     | 1553 | 5494 | 1096 | 1736 | 342 | 67 | 161 | 867 | 248 |    | 832 | 318 | .316 |      |      |      |     |    |     |    |     | 117 |

по данным
(*) Примечание: статистический показатель жертвенный флай не использовался в МЛБ в 1940—1953 годах. Любой жертвенный флай Робинсона до 1954 года записан как жертвенный хит.
(**) Примечание: статистический показатель преднамеренный уолк (IBB) был введён только в 1955 году. Любой преднамеренный уолк Робинсона до 1955 года записан как уолк.

## Комментарии
1. ↑  Источники указывают различные причины ухода из УКЛА. Источники, связанные с семьёй, указывают на финансовые причины[12]. Кроме того, сам Робинсон говорил о своём растущем разочаровании в ценности высшего образования для темнокожего[42]. Другие источники говорят, что Робинсон не был заинтересован в образовании[43][44]
2. ↑  Для обзора реакции СМИ на Робинсона в разных фазах его карьеры см.[119]
3. ↑  Кроме Робинсона, в матче всех звёзд 1949 года участвовали Ларри Доби, Рой Кампенелла и Дон Ньюкомб[143]
4. ↑  Книги [232] и [233]. См. также[234]